# 谢通门县
谢通门县（藏語：བཞད་མཐོང་སྨོན་རྫོང，威利转写：bzhad mthong smon rdzong，藏语拼音：Xaitongmoin Zong）是中华人民共和国西藏自治区日喀则市北部的一个县；藏语中意思是“一见则喜”。

## 地名由来
“谢通门”地名来源有二说：一说“谢”为古代封地，取名为“解”；“通”意为“看见”；“门”意为“羡慕”。“谢通门”意为“见到令人羡慕的‘解’地”。另一说认为“谢”意为“面”。相传印度莲花生大师进藏传教，至此非常满意，故以为名。

## 行政区划
谢通门县下辖1个镇、18个乡：
卡嘎镇、达木夏乡、查布乡、春哲乡、则许乡、娘热乡、措布西乡、纳当乡、青都乡、切琼乡、美巴切勤乡、列巴乡、塔定乡、荣玛乡、通门乡、达那普乡、达那塔乡、南木切乡和仁钦则乡。

## 人口
根據第七次人口普查數據，截至2020年11月1日零時，謝通門縣常住人口為45573人。

## 交通
- 349国道